# Yngve Rosqvist
Yngve Rosqvist (* 2. November 1929 in Skurup; † 8. Mai 2004 in Malmö, Schweden) war ein schwedischer Ingenieur und Rennfahrer.

## Leben
Yngve Rosqvist war seit 1954 mit der späteren schwedischen Rallyefahrerin Ewy Rosqvist verheiratet.

## Motorsportkarriere
Rosqvist begann seine Motorsportkarriere als Enduro-,Speedway- und Rallyefahrer. Ende der 1950er wechselte er in den Rallyesport.
1954 nahm er, zusammen mit seiner Frau Ewy, an der Svenska Rallyt till Midnattssolen (Rallye Mitternachtssonne) teil und wurde 150. der Gesamtwertung.
1962 nahm er an der ersten Austragung der schwedischen Formel Junior teil und gewann die schwedische Meisterschaft. 1962 gewann er verschiedene Formel 2 Läufe und wurde wieder schwedischer Meister. Ab  diesem Jahr nahm er an verschiedenen internationalen Formel Junior und Formel 3 Läufen teil. 1963 wurde er Vierter der schwedischen Meisterschaft und 1965 schwedischer Vizemeister in der Formel 3. 1967 nahm er auf Lola T70 an verschiedenen Grand Prix Läufen teil und wurde Dritter beim GP von Schweden. 1968 nannte er, ebenfalls auf Lola T70,  für das 24-Stunden-Rennen von Le Mans, ging aber nicht an den Start.